# Karl August Tittmann
Karl August Tittmann (* 12. September 1775 in Wittenberg; † 14. Juni 1834 in Dresden) war ein deutscher Jurist und sächsischer Beamter.

## Leben
Geboren als Sohn des Wittenberger Generalsuperintendenten an der Stadtkirche Karl Christian Tittmann, besuchte Karl August zunächst die Stadtschule seiner Heimatstadt. 1793 zog er an die Universität Leipzig, wo er sich dem Rechtsstudium widmete und 1795 die Abhandlung „de delictis in vices mentis humanae commissis“ verfasst. Im selben Jahr wechselt er an die Universität Göttingen und verfasst dort unter Georg Jacob Friedrich Meister die Abhandlung „de ambitu et limitibus juris supreamae inspectionis e natura et principiis juris etc. ponendis“, die zudem mit einem Preis bedacht wurde. 
Zurückgekehrt nach Leipzig erwarb er sich den akademischen Magistergrad und hielt fortan Vorlesungen an der Universität. Vor allem konzentrierte er sich auf die Staatsrechtswissenschaften und veröffentlichte in diesem Zusammenhang 1798 den „Versuch über die wissenschaftliche Behandlung des peinlichen Rechts“ und 1800 die „Grundlinien der Staatsrechtswissenschaft und der deutschen Strafgesetzkunde“ Auf Wunsch seiner Eltern ging er als Oberkonsistorialrat nach Dresden, wurde dort 1807 sächsischer Hof- und Justizrat und 1812 zum geheimen Referendar ernannt. In Dresden setzte er seine publikationstätig fort, verfasste 4 Bände des „Handbuch der Strafrechtswissenschaft und Strafrechtskunde“, des Weiteren 1813 den „Entwurf eines Strafgesetzbuches für das Königreich Sachsen“, auch 1813 „Ueber Vertheilung der Einquartierungslast“ und 1814 „Rechtliche Bemerkungen über das Recht der Eroberung und Erwerbung im Kriege“.
Als der sächsische König Friedrich August I. aus der Haft nach den Befreiungskriege entlassen worden war, wurde Tittmann mit dem sächsischen Zivilverdienstorden geehrt. Zum 50. Dienstjubiläum seines Vaters, veröffentlichte er 1817 die Glückwunschschrift „Die Strafrechtspflege in völkerrechtlicher Rücksicht mit besonderer Beziehung auf die deutschen Bundesstaaten“. Aufgrund gesundheitlicher Beeinträchtigungen unternahm er häufiger Kurreisen. Auf diesen Reisen entstanden unter anderem 1825 ein Taschenbuch für Kurgäste unter dem Titel „Pyrmont“. 1831 wurde er aus gesundheitlichen Gründen in den Ruhestand versetzt, unter Vorbehalt weiterer Verwendung. Ihm wurde 1832 der Entwurf eines Pressegesetzes übertragen. Für seine Söhne verfasste er die „Regeln über das Verhalten der Studenten bei der Erlernung der Wissenschaft auf der Universität“ und seine letzte Arbeit behandelte 1833 die „Geschichte der deutschen Strafgesetze“. Nach seinem Tod wurde er auf Grund seiner Verdienste wie schon zuvor sein Vater Karl Christian Tittmann und später sein Bruder Friedrich Wilhelm Tittmann in der Ratsgruft des Eliasfriedhof beigesetzt. Die Tittmannstraße im Dresdner Stadtteil Striesen wurde zu Ehren der Familie, nicht nach einer Einzelperson, benannt.

## Werke (Auswahl)
- „de delictis in vices mentis humanae commissis“ Leipzig 1795
- „de ambitu et limitibus juris supreamae inspectionis e natura et principiis juris etc. ponendis“, Göttingen
- „Handbuch der Strafrechtswissenschaft und Strafrechtskunde“ 4 Bände Halle 1807; 2. Auflage 3 Bände 1822
- „Ueber die Grenzen des Philosophierens in einem System der Strafrechtswissenschaft und Strafrechtskunde“, Leipzig 1802
- „Entwurf eines Strafgesetzbuches für das Königreich Sachsen“ 2. Bände Meißen 1813
- „Ueber Vertheilung der Einquartierungslast“ Dresden 1813
- „Rechtliche Bemerkungen über das Recht der Eroberung und Erwerbung im Kriege“ 1814
- „Die Strafrechtspflege in völkerrechtlicher Rücksicht mit besonderer Beziehung auf die deutschen Bundesstaaten“ Dresden 1817
- „Pyrmont“ Meißen 1825
- „Regeln über das verhalten der Studenten bei der Erlernung der Wissenschaft auf der Universität“, Halle 1831
- „Geschichte der deutschen Strafgesetze“, Leipzig 1833